# شبرق منشاري
الشبرق المنشاري أو زويتة (باللاتينية: Ononis serrata) نوع نباتي ينتمي إلى جنس الشبرق من الفصيلة البقولية.

## الموئل والانتشار
موطنه المشرق العربي والمغرب العربي ومعظم مناطق جنوب أوروبا.